# Côtes du Vivarais
Côtes du Vivarais is een Franse wijngebied uit de Zuidelijke Rhône. Er zijn aanwijzingen dat er al meer dan 2000 jaar geleden wijnstokken zijn aangeplant in dit gebied. Van wijnbouw is pas sprake sinds de middeleeuwen. In het begin van de 20e eeuw ontstonden er coöperaties waar de wijn in bulk werd verwerkt. In de jaren 50 namen een aantal wijnbouwers het initiatief om de kwaliteit te verhogen door andere typen druiven aan te planten die beter pasten bij de bodem. De kwaliteit steeg daarna gestaag.

## Kwaliteitsaanduiding
Côtes du Vivarais kreeg in 1962 een VDQS-keurmerk. De verdere verbetering van de kwaliteit gaf in 1999 aanleiding tot een AOP-status.

## Variëteiten
Côtes du Vivarais kan zowel een rode wijn (54%), roséwijn (41%) als witte wijn (5%) zijn.

## Toegestane druivensoorten
- Rood en Rosé: Grenache en Syrah
- Wit: Clairette, Grenache blanc en Marsanne

## Gebied
De wijngaarden liggen op het Plateau des Gras, aan beide zijden van de Gorges de l'Ardèche, op een hoogte van 250 meter. Het gebied bestrijkt 14 gemeenten, 9 daarvan liggen in het departement Ardèche en 5 in het departement Gard.

## Terroir
- Bodem: De bodem bestaat uit mergel en kalksteen die bedekt wordt door veel keien die de warmte vasthouden.
- Klimaat: Er heerst een Mediterraan klimaat met continentale invloeden door de Mistral.

## Opbrengst en productie (2014)
- Areaal is 311 ha.
- Opbrengst is gemiddeld 41 hl/ha.
- Productie bedraagt 11.633 hl waarvan 3% geëxporteerd wordt.

## Bron
- rhone-wines.com